# Brabrand

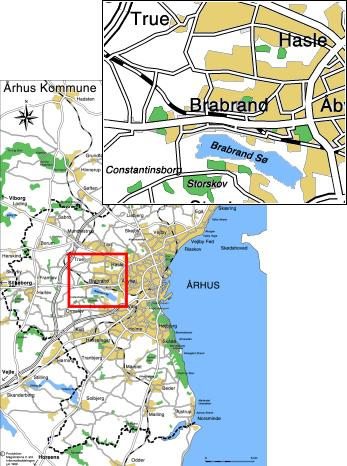
Lage Brabrands in Aarhus

Brabrand [ˈbʀɑːbʀɑn] ist ein Stadtteil von Aarhus in Dänemark, der ca. 6 Kilometer westlich der Stadtmitte und unmittelbar nördlich des Brabrand-Sees gelegen ist. Brabrand wurde 1970 in Aarhus eingemeindet und hat circa 19.000 Einwohner.
In diesem Stadtteil werden bis 2026 die Danske Statsbaner das Bahnbetriebswerk Brabrand errichten.
Im nördlichen Teil von Brabrand befindet sich ein Naturgebiet, das den Holmstrup Gård umgibt. Südlich von Brabrand liegt der 800 Meter breite und etwa 3 Kilometer lange Brabrand-See, der an den Årlev-See anschließt und vom Århus Å durchquert wird. Am Ufer dieses Sees liegt die sehenswerte Kirche von Brabrand, die am Anfang des 13. Jahrhunderts erbaut wurde.
Innerhalb von Brabrand haben sich mit Gellerup und Toveshøj zwei soziale Konfliktgebiete entwickelt. 86 % der Bevölkerung haben Migrationshintergrund, da sich vor allem Menschen arabischer, türkischer, somalischer und vietnamesischer Herkunft hier niedergelassen haben. In den letzten Jahren ist es wiederholt zu Zusammenstößen zwischen der dänischen Polizei und Bewohnern der Siedlungen gekommen.

## Etymologie
Der Name Brabrand (auch Strabrand) weist auf eine besondere Form vorzeitlichen Schwendbaus, das Abbrennen des Waldes und die Einsaat des Getreides in die Asche, die man mit der schwedischen Bezeichnung "Svedjebrug" bezeichnet.

## Söhne und Töchter
- Holger Højriis (1901–1942), Flugpionier
- Lis Sørensen (* 1955), Sängerin, Songschreiberin und Komponistin
- Flemming Povlsen (* 1966), ehemaliger Fußballspieler